# Adam West (Family Guy)
Adam West a Family Guy című amerikai tévésorozat egyik kitalált szereplője. A sorozat helyszínéül szolgáló Quahog város polgármestere. Az eredeti hangját szintén Adam Westnek hívják, magyar hangja pedig Berzsenyi Zoltán.

## Karakter
Adam West egy halk szavú, kissé őrült ember, kinek téveszméi gyakran a város pénzébe és polgárainak biztonságába kerülnek. Pszichotikus szeszélyeinek gyöngyszemei: elküldte az egész quahogi rendőrséget a kolumbiai Cartagenába, hogy megkeressék Joan Wildert (A smaragd románca című film hősnője); elherdálta a városi tanács pénzét egy aranyból készült Dig' Em békaszoborra; a zombik okozta félelme miatt az összes sírt befedi betonnal. Volt egy rövid, egyepizódos kapcsolata Meg Griffinnel is a Polgár Szerelem Mester című epizódban. A Btk. 282 című epizódban ő legalizálja a marihuánát a városban, miután meghallgatta Brian erről szóló énekét. Pár nappal később visszavonta, mikor meghallotta Brian újabb, ezúttal marihuánaellenes énekét.
A 9. évad 15. részében (Fivérek & Nővérek) Lois Griffin húgával, Carol Pewterschmidttel köt házasságot.
A 17. évad 20. részéből (Az Adam West gimi) kiderül, hogy West polgármester meghalt, emiatt Brian kezdeményezi, hogy Quahog középiskoláját nevezzék el róla James Woods helyett, ami meg is történik.(A karakter eredeti hangját adó Adam West színész 2017. június 9-én elhunyt, emiatt döntöttek úgy a sorozat készítői, hogy a karaktert is kiírják a sorozatból.)

## Fordítás
- Ez a szócikk részben vagy egészben  a   Mayor West című angol Wikipédia-szócikk ezen változatának fordításán alapul.  Az eredeti cikk szerkesztőit annak laptörténete sorolja fel. Ez a jelzés csupán a megfogalmazás eredetét és a szerzői jogokat jelzi, nem szolgál a cikkben szereplő információk forrásmegjelöléseként.